# Fågelholk

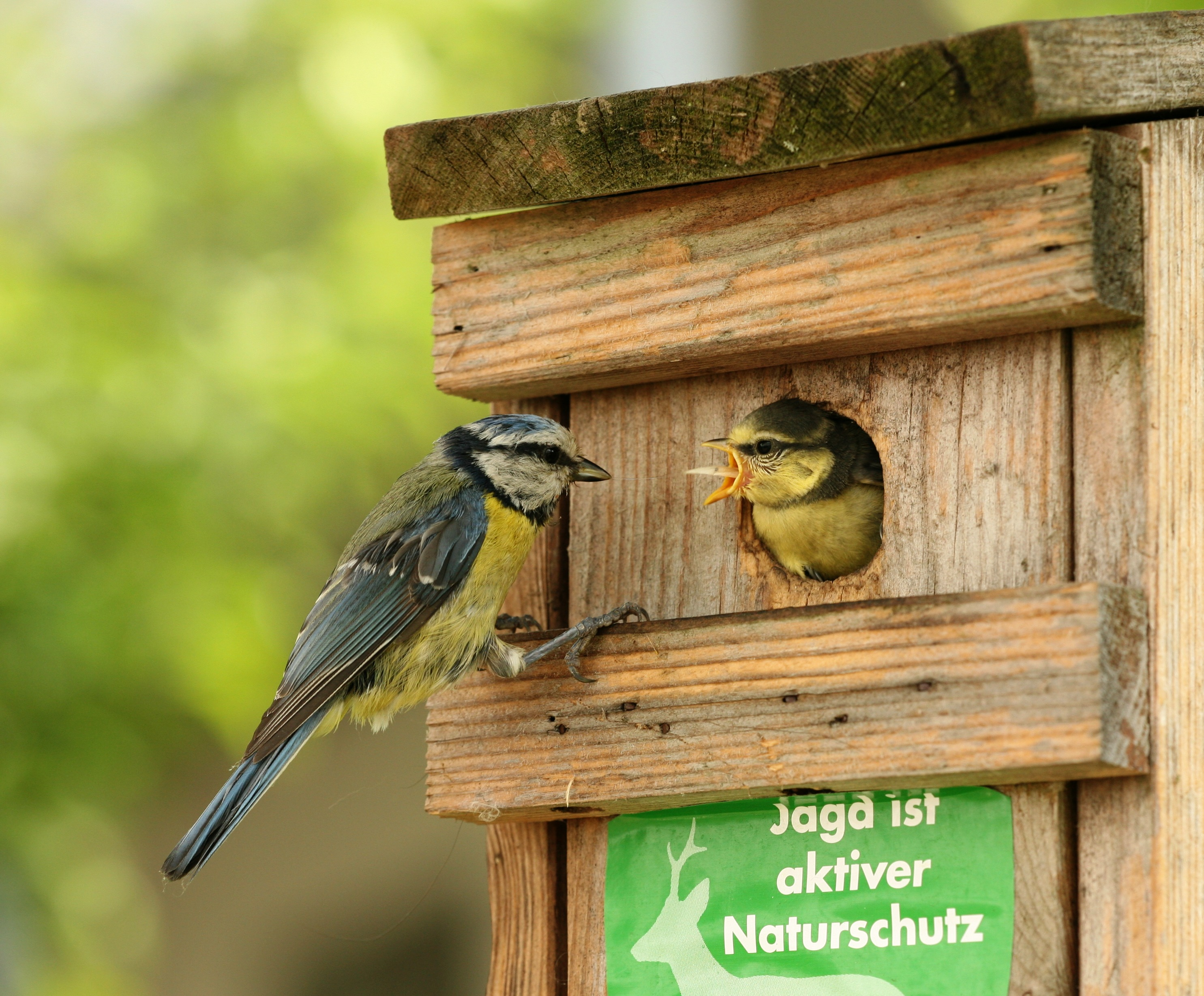
En blåmes matar sin unge i en fågelholk.

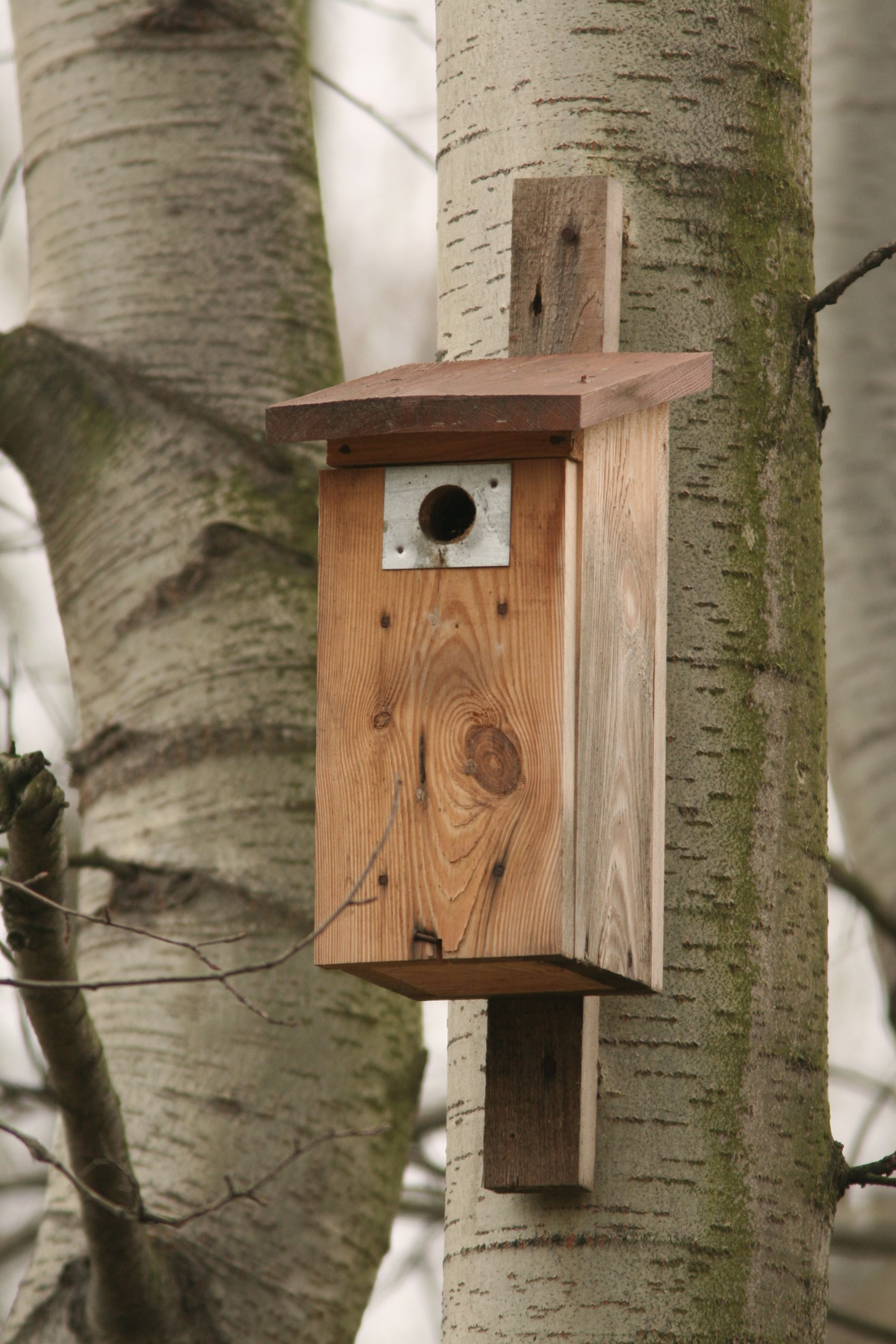
Fågelholk med skyddande metallplatta runt hålet.

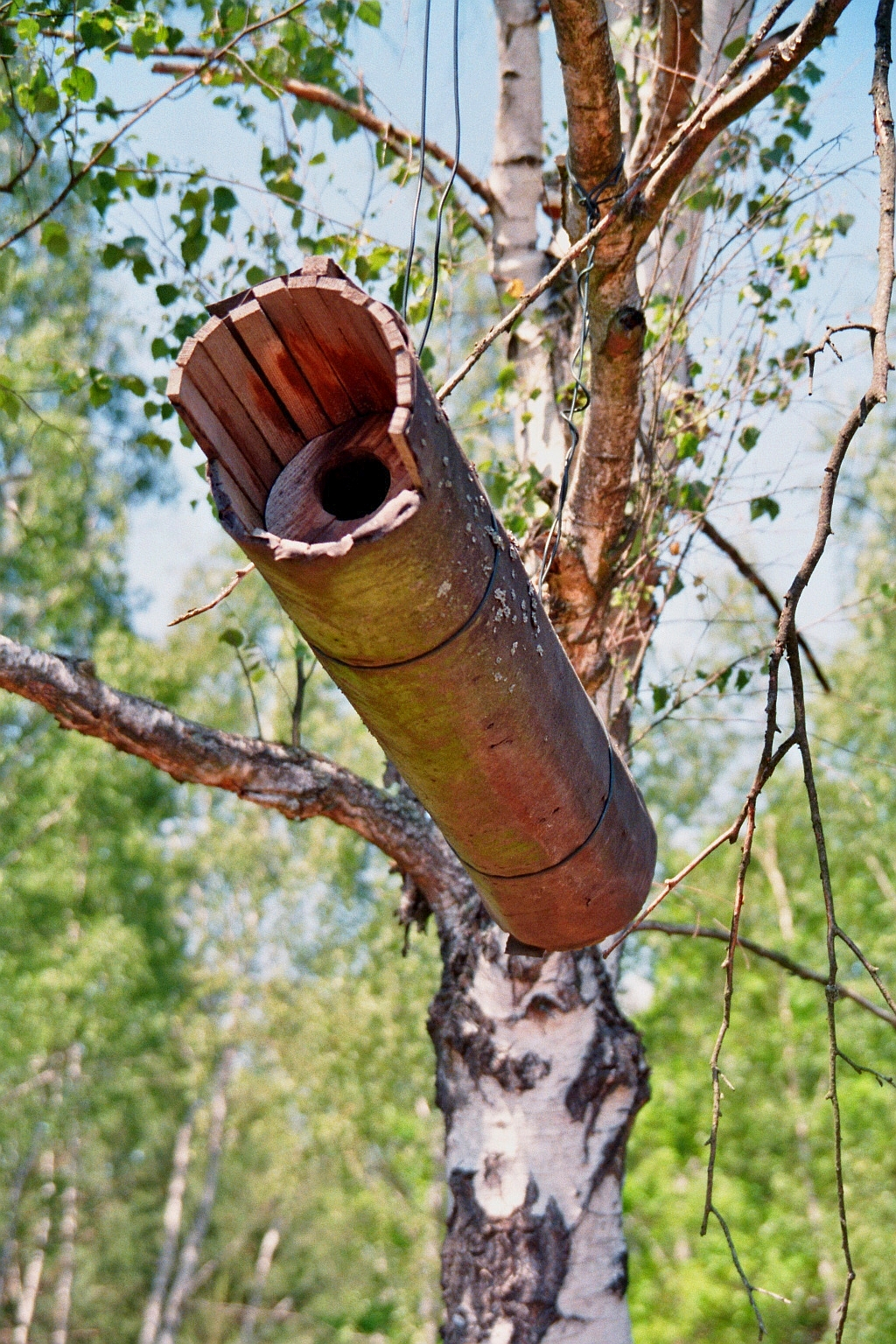
Holk specialanpassad för härfågel.

Fågelholk är en av människan byggd konstruktion där fåglar ska kunna bygga sitt bo för att häcka. Fågelholken är ett försök att efterlikna den typ av naturlig hålighet som arten föredrar, exempelvis en trädhåla, men kan utformas på en mängd olika sätt. På många håll är det populärt bland privatpersoner att sätta upp fågelholkar, framför allt holkar för mesar, sparvar, svalor och flugsnappare. Det förekommer också att fågelholkar placeras ut i organiserad form, för forskning, för att skapa häckningsförhållanden för hotade arter eller inom avikultur. Holkar kan även fungera som övervintringsplats för stannfåglar.
Ordets efterled: holk, betyder betyder i sin enkelhet ”något urholkat” och är besläktat med ”hål”.

## Utformning
Det finns en mängd olika utformningar av fågelholkar. En vanlig variant är en trälåda med ett hål och lutande tak. På moderna holkar är hålet ofta omgärdat av en metallplatta för att hackspettar inte ska kunna hacka upp hålet och ta ägg eller ungar. Beroende på vilken art man vill ska häcka i holken har hålet och holken olika storlekar. Hålstorleken är också viktig för att undvika predation från exempelvis katt eller ekorre. Holkar med större hål förekommer exempelvis för ugglor och andra större fåglar. Andra varianter är tub eller tunnelformade holkar skapade ur exempelvis uppborrade trädstammar, eller byggda av brädor, anpassade för vissa andfåglar Det finns också större husliknande konstruktioner placerade direkt på marken för exempelvis ejder. För seglare och svalor finns det sfäriska holkar i plastmaterial som antingen är fritt hängande eller placeras under en taknock. En del använder fågelholken som en utsmyckning i trädgården och väljer fågelholk utifrån sina egna estetiska ideal snarare än att anpassa dem efter vad fåglarna eftertraktar. 

## Placering och skötsel
Bästa placering för holken beror på vilken art man helst ser flyttar in.
För småfåglar bör söderlägen undvikas och helst bör holken sitta på en helt skuggig plats. Oskyddade söderlägen kan göra att det blir för varmt i holken, vilket gör att ungarna växer sämre och lämnar boet med lägre vikt, vilket har stor inverkan på deras chanser att överleva till nästa säsong. Det bör även finnas lite grenar i vägen som skydd för att försvåra för rovfåglar.
Beroende på art kan fåglar acceptera bebodda holkar nära sin egen, eller helt enkelt undvika en holk för att en närliggande är bebodd.
På sensommaren, efter häckningen, är det bra att rensa fågelholkar på bomaterial för att bereda plats för nya kullar och för att det brukar finnas gott om loppor och kvalster i det gamla bomaterialet. En bra konstruktion gör det möjligt att öppna botten utan att ta ner hela holken.

## Olika typer av holkar

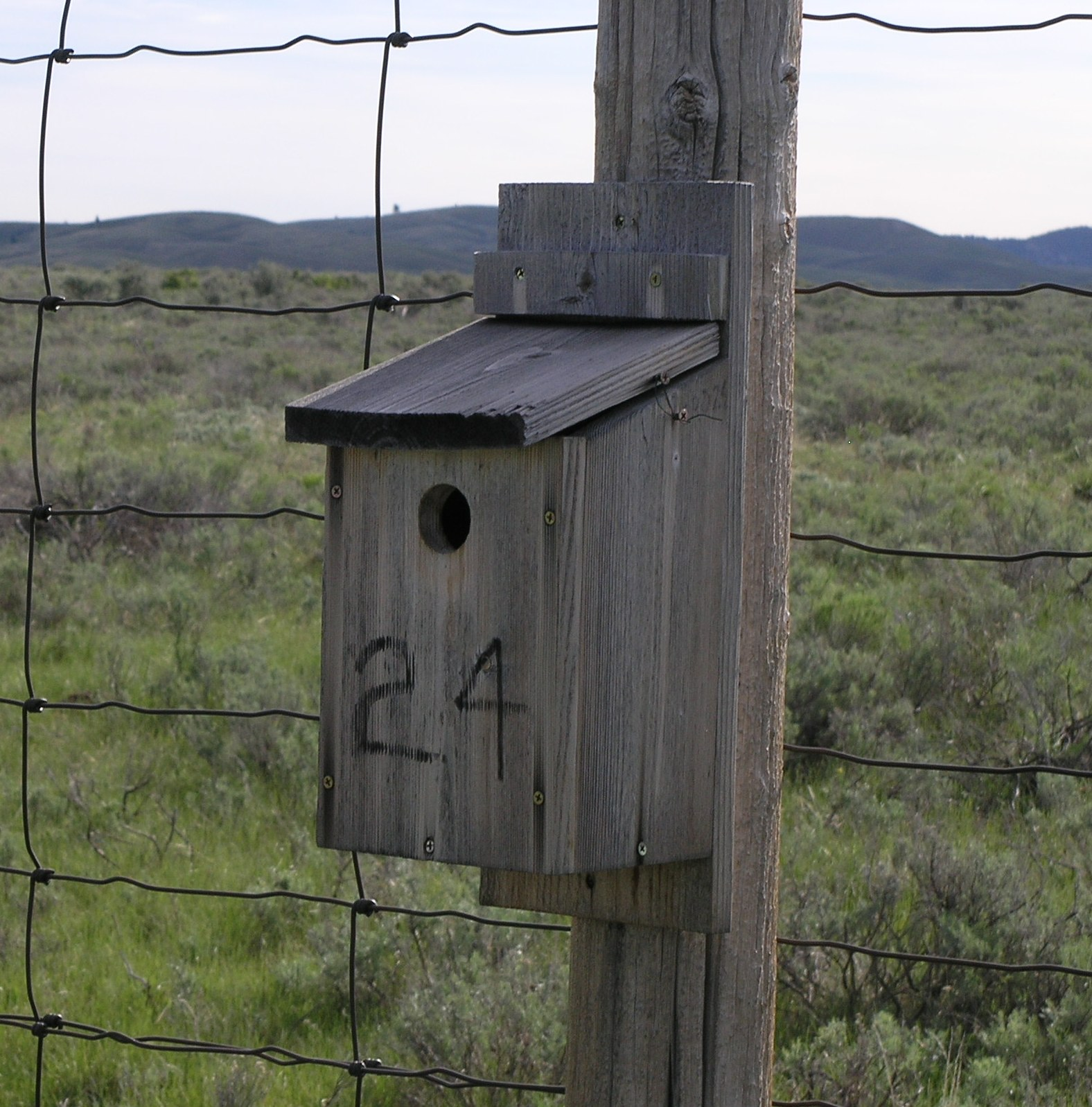
Holk uppsatt för vetenskaplig studie.
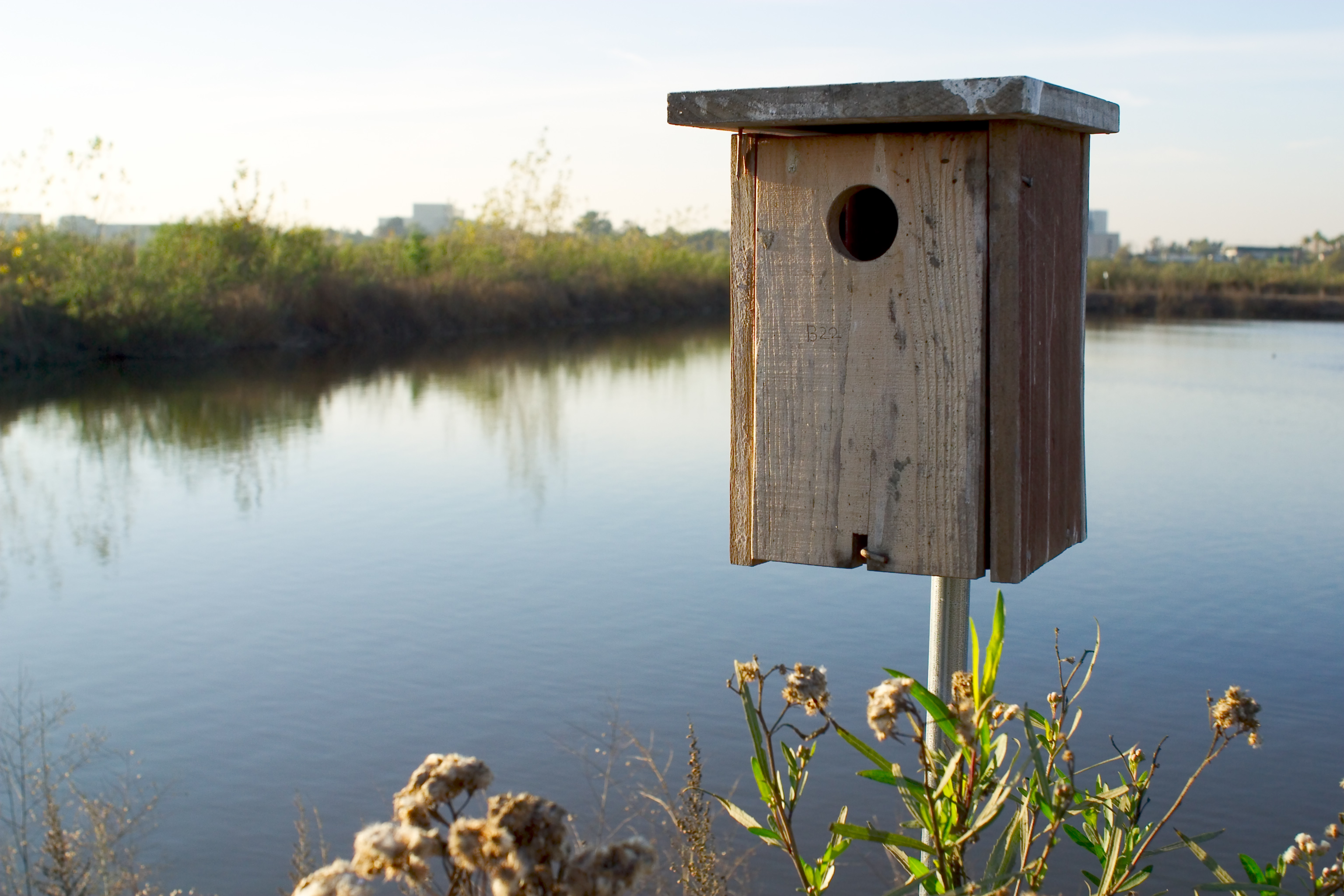
Fågelholk vid våtmarkområde i Kalifornien.
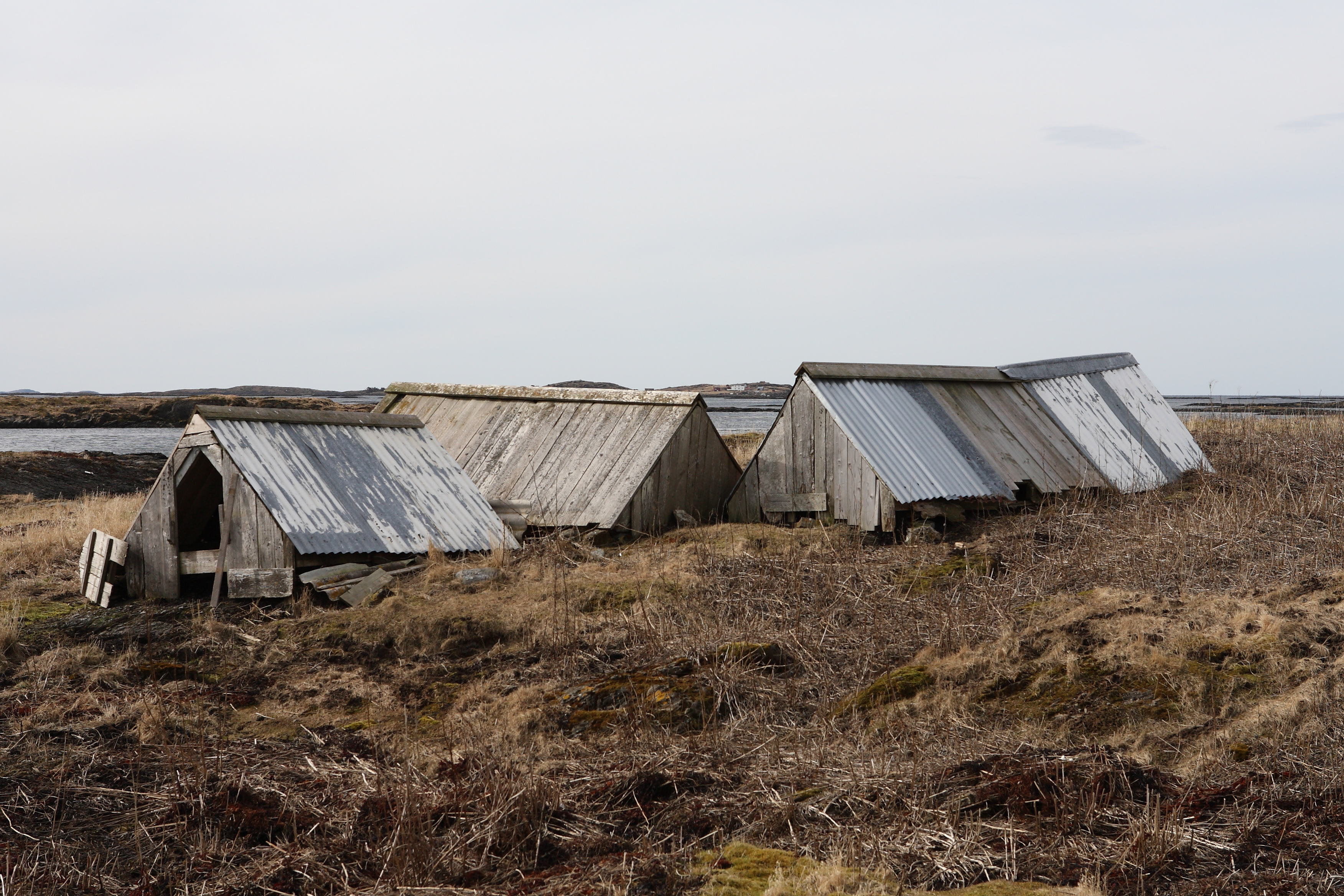
Ejderboxar i Norge.
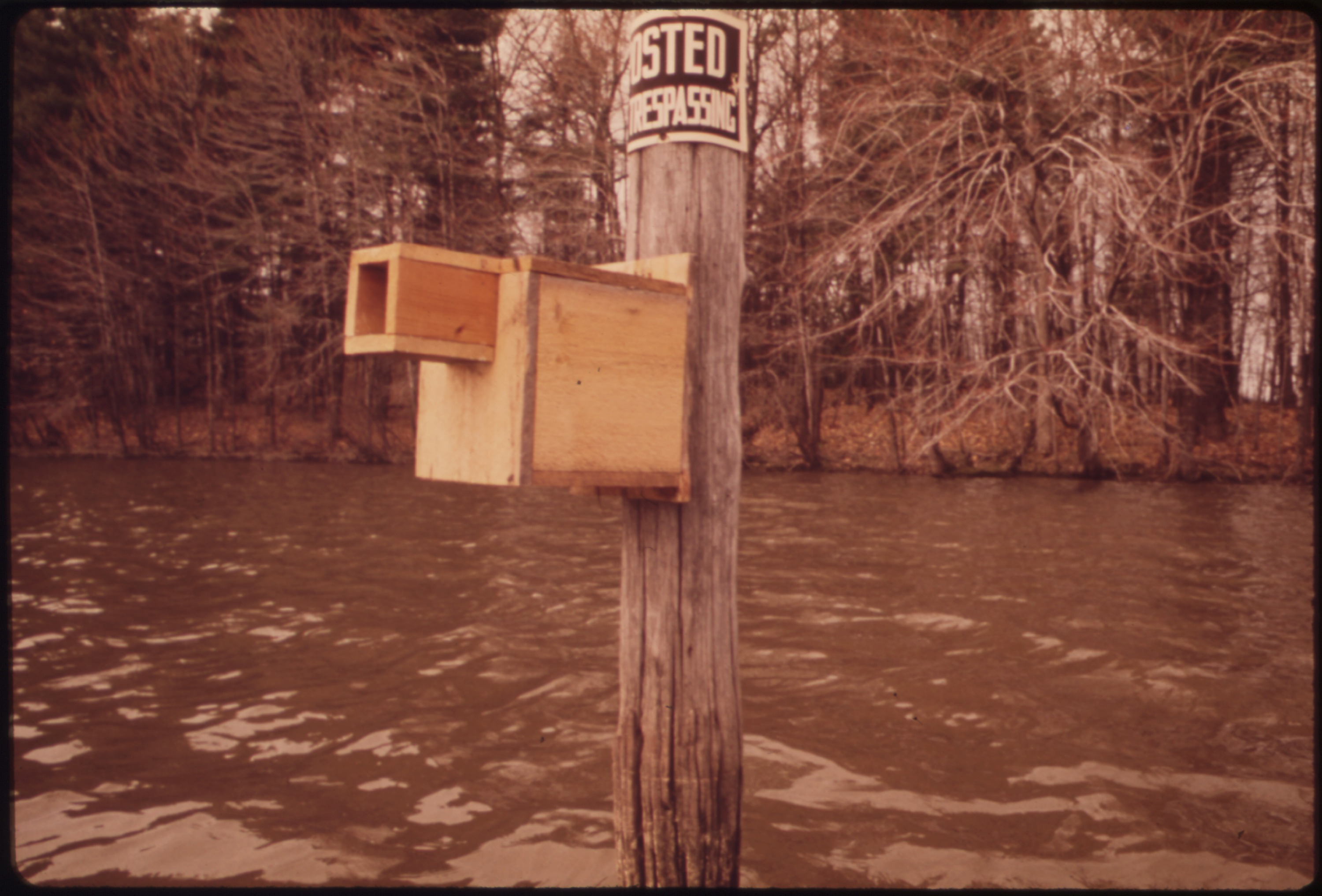
Andholk för brudand fotograferad 1973 vid Nashua river.
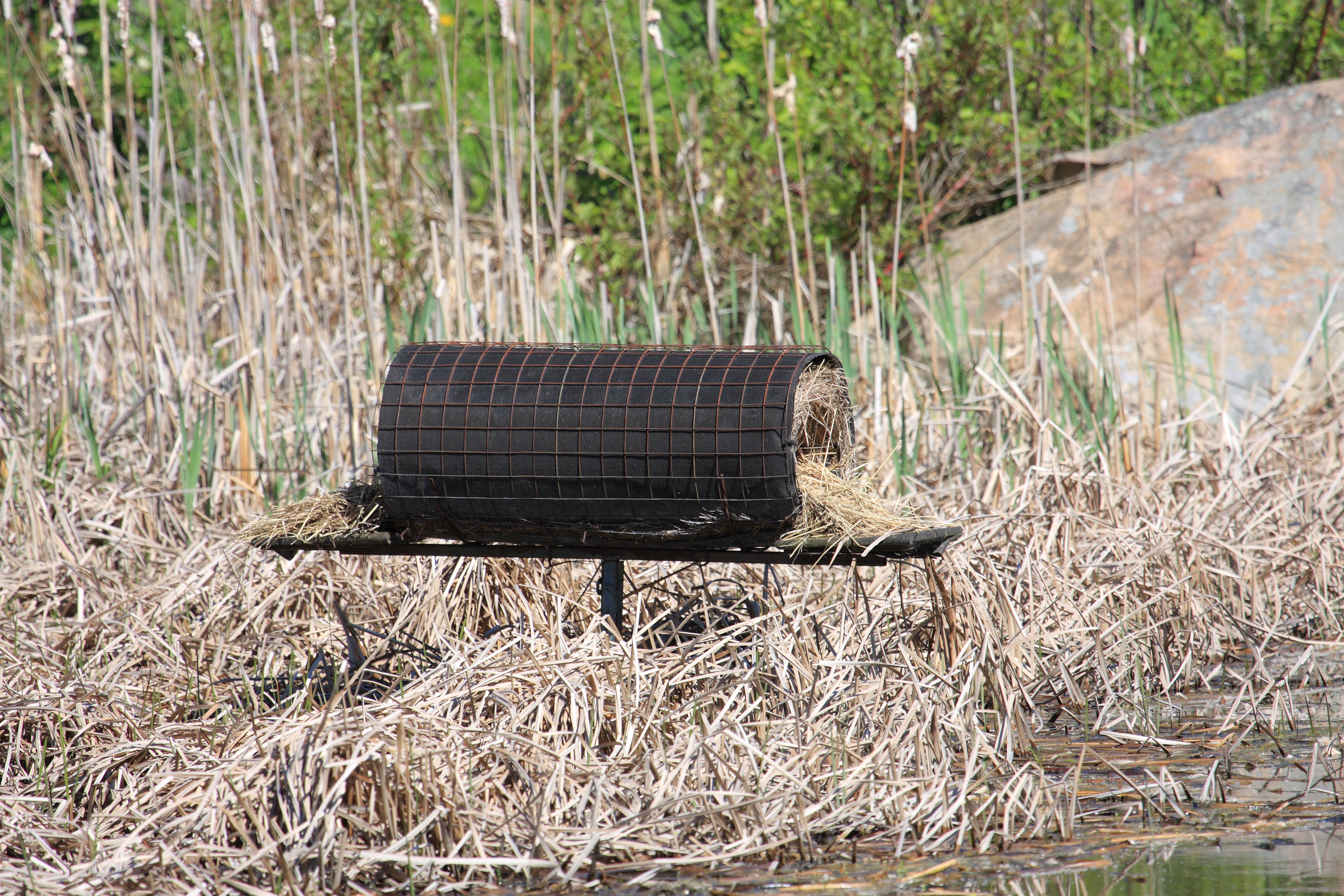
Andholk.
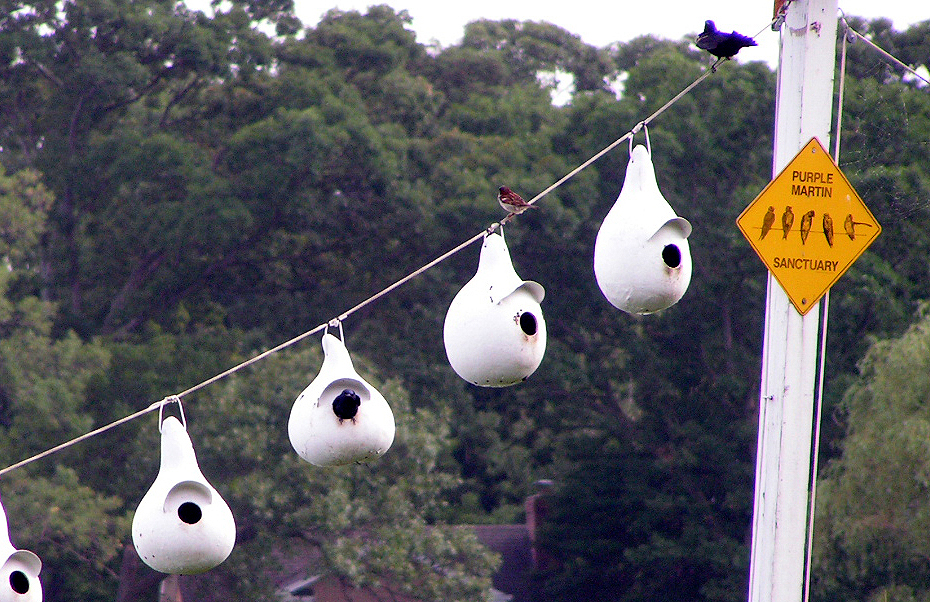
Fågelholkskoloni med blå storsvala i New Jersey.
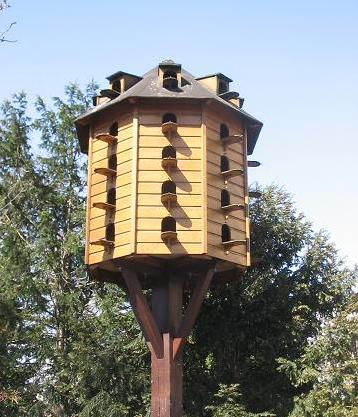
Fågelholk för svalor.
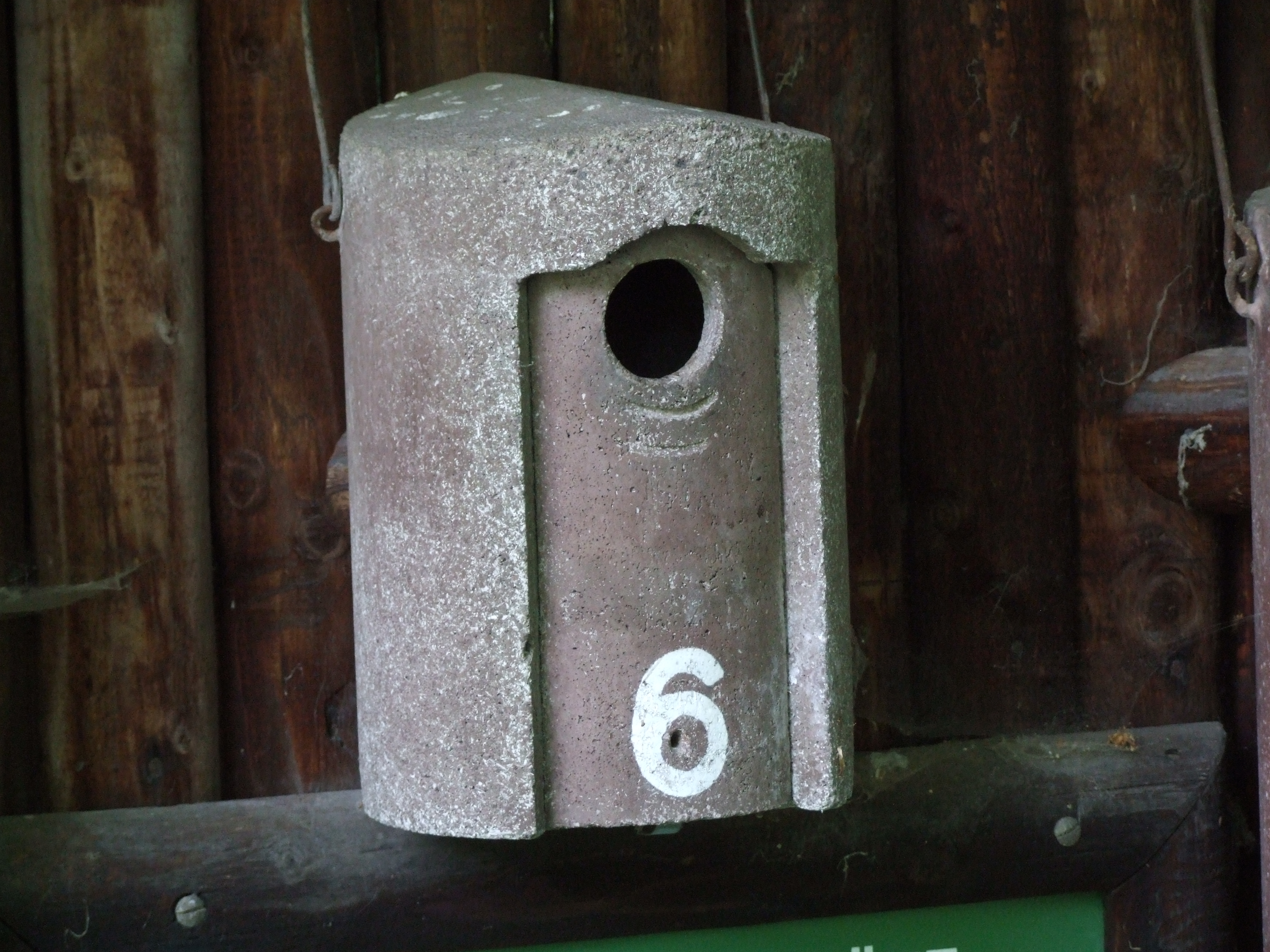
Fågelholk i betong anpassad för stare.
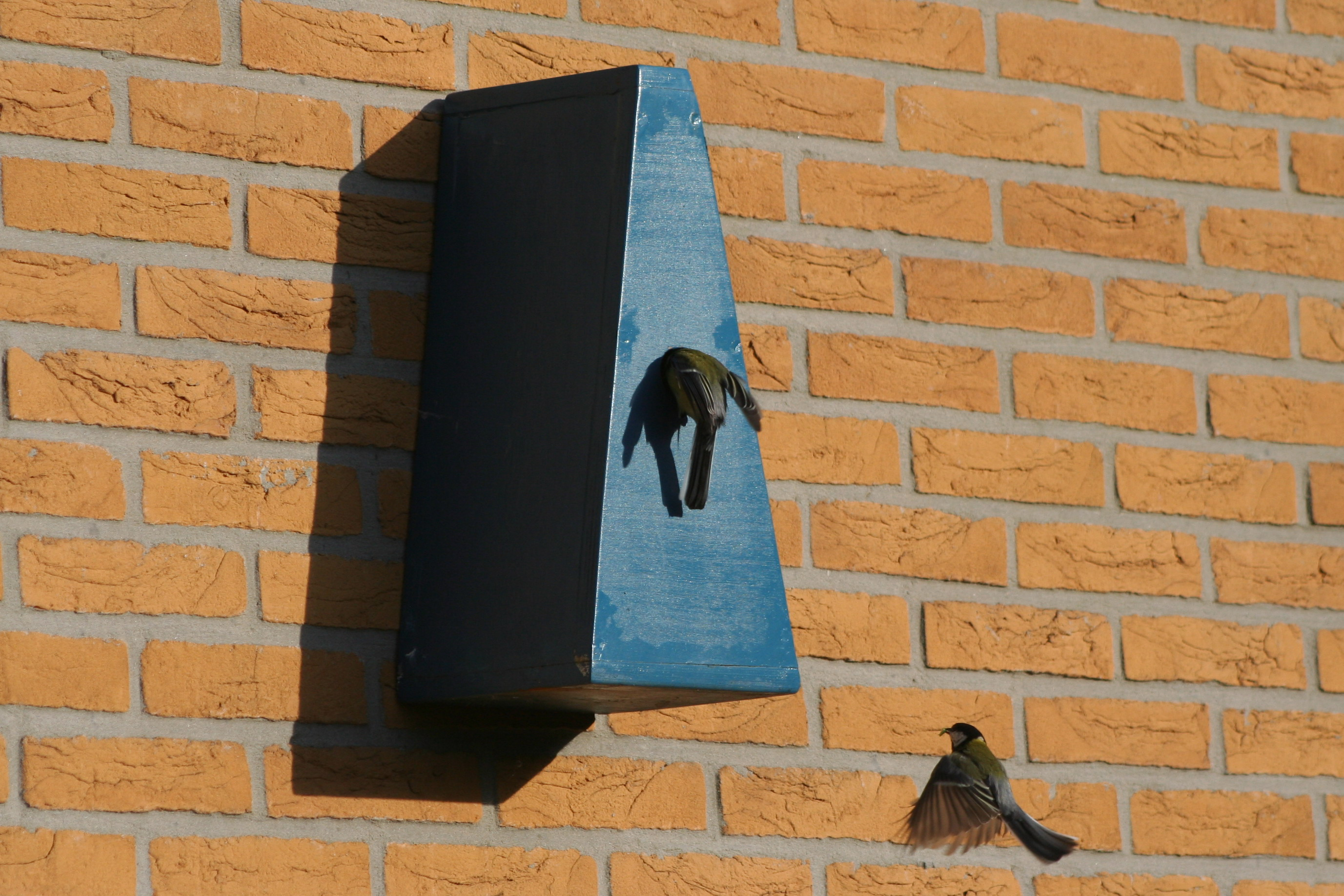
Triangelformad holk med talgoxe.
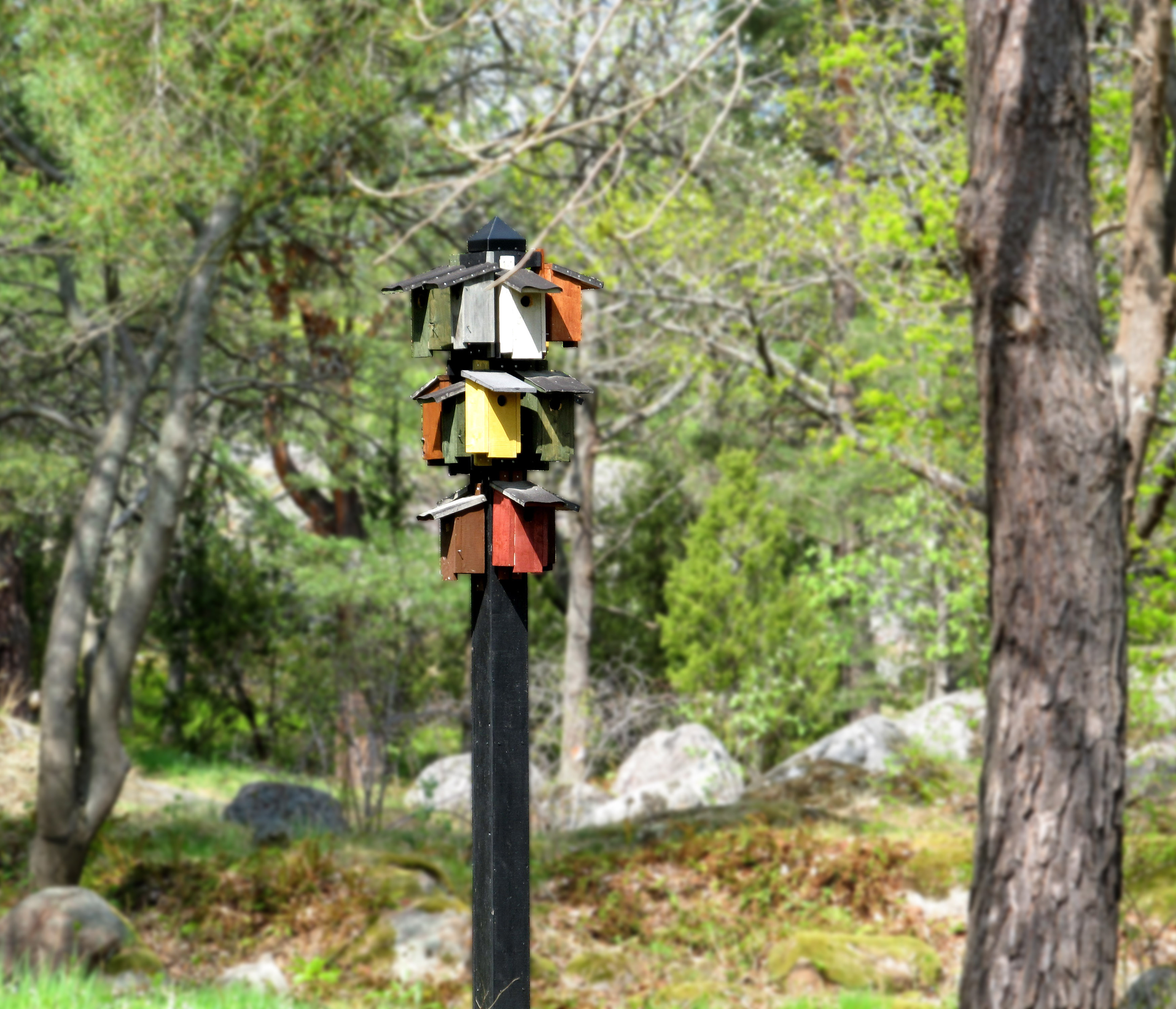
"Flerfamiljsholk" i Oskarshamns stadspark.

## Förhållande i Sverige
De vanligaste holkfåglarna i Sverige är talgoxe, blåmes, svartvit flugsnappare och stare. Andra men mindre vanligt förekommande arter är rödstjärt, pilfink, gråsparv, nötväcka, göktyta och entita. Även svartmes och tofsmes förekommer sällsynt.